# 2018년 동계 올림픽 자메이카 선수단
2018년 동계 올림픽 자메이카 선수단은 대한민국 평창에서 개최된 2018년 동계 올림픽의 올림픽 자메이카 선수단이다. 자메이카의 동계올림픽 참가는 이번이 통상 8번째이다.
이번 대회에서 자메이카는 봅슬레이와 스켈레톤에 선수 세 명을 출전시켰다.

## 참가 선수
다음은 종목별 선수 참가 현황이다.
| 종목     | 남자 | 여자 | 총합 |
| -------- | ---- | ---- | ---- |
| 봅슬레이 | 0    | 2    | 2    |
| 스켈레톤 | 1    | 0    | 1    |
| 총합     | 1    | 2    | 3    |

## 봅슬레이
자메이카는 총 두 명의 선수가 여자 봅슬레이 경기에 출전권을 부여받았다. 올림픽 봅슬레이 여자 종목에 자메이카가 출전하는 것은 이번이 처음이다.
| 선수                              | 세부 종목  | 1차 시기 | 1차 시기 | 2차 시기 | 2차 시기 | 3차 시기 | 3차 시기 | 4차 시기 | 4차 시기 | 합계    | 합계 |
| 선수                              | 세부 종목  | 기록     | 순위     | 기록     | 순위     | 기록     | 순위     | 기록     | 순위     | 기록    | 순위 |
| 야스민 펜레이터빅토리안 캐리 러셀 | 여자 2인승 | 51.29    | 17       | 51.50    | 19       | 51.83    | 19       | 51.32    | 13       | 3:25.94 | 19   |

* – 각 썰매당 운전수를 의미

## 스켈레톤
| 선수        | 종목 | 1차   | 1차  | 2차   | 2차  | 3차   | 3차  | 4차  | 4차  | 종합    | 종합 |
| 선수        | 종목 | 시간  | 순위 | 시간  | 순위 | 시간  | 순위 | 시간 | 순위 | 시간    | 순위 |
| ----------- | ---- | ----- | ---- | ----- | ---- | ----- | ---- | ---- | ---- | ------- | ---- |
| 앤서니 왓슨 | 남자 | 53.13 | 29   | 54.04 | 29   | 53.35 | 29   | 탈락 | 탈락 | 2:40.52 | 29   |